# Festuca matthewsii
Festuca matthewsii là một loài thực vật có hoa trong họ Hòa thảo. Loài này được (Hack.) St.-Yves mô tả khoa học đầu tiên năm 1927.